# Copa Merconorte
Copa Merconorte byla fotbalová soutěž pořádaná od roku 1998 do roku 2001 jihoamerickou konfederací CONMEBOL. Jednalo se o pohár, jehož se mohly účastnit pozvané populární kluby z Kolumbie, Ekvádoru, Peru, Bolívie a Venezuely a v některých ročnících i z Mexika, USA a Kostariky.

## Historie
Copa Mercosur vznikl roku 1998. Hrály ho pozvané nejpopulárnější, a tedy i nejslavnější kluby z Kolumbie, Ekvádoru, Peru, Bolívie a Venezuely. Obdobou pro kluby z jižnějších zemí byl Copa Mercosur. Od roku 2000 jej hrály i týmy ze severoamerické konfederace CONCACAF, čímž se rozšířil počet týmů z 12 na 16. Pohár Merconorte se hrál ve 2. polovině roku (stejně jako Copa CONMEBOL a Copa Mercosur a na rozdíl od Poháru osvoboditelů). Copa Mercosur a Copa Merconorte byly v roce 2002 nahrazeny Copa Sudamericana.
Při 12 účastnících se hrály 3 skupiny po 4 týmech a jejich vítězové a nejlepší tým na 2. místě postoupili do semifinále. Při 16 účastnících se hrály 4 skupiny po 4 týmech a jejich vítězové postoupili do semifinále.
Nejúspěšnějším týmem je Atlético Nacional s 2 vítězstvími.

## Účastníci
KolumbieAmérica de Cali (4 účasti), Atlético Nacional (4), Millonarios (4), Deportivo Cali (1), Santa Fe (1)
 EkvádorBarcelona (4), Emelec (4), El Nacional (3), Aucas (1)
 PeruAlianza Lima (4), Sporting Cristal (4), Universitario (4)
 BolívieThe Strongest (2), Oriente Petrolero (1), Blooming (1)
 VenezuelaCaracas (2), Estudiantes de Mérida (1), Deportivo Italchacao (1)
 MexikoGuadalajara (2), Necaxa (2), Pachuca (1), Toluca (1), Santos Laguna (1)
 USAKansas City Wizards (1), NY/NJ MetroStars (1)
 KostarikaAlajuelense (1)

## Finalisté
| Tým               | Vítěz | Finalista | Roky vítěz | Roky finalista |
| ----------------- | ----- | --------- | ---------- | -------------- |
| Atlético Nacional | 2     | 0         | 1998, 2000 | —              |
| Millonarios       | 1     | 1         | 2001       | 2000           |
| América de Cali   | 1     | 0         | 1999       | —              |
| Deportivo Cali    | 0     | 1         | —          | 1998           |
| Emelec            | 0     | 1         | —          | 2001           |
| Santa Fe          | 0     | 1         | —          | 1999           |